# Acacia auriculiformis
Acacia auriculiformis, llamado comúnmente acacia de vaina orejuda, es un árbol de rápido crecimiento de aspecto poco agraciado y retorcido de la familia Fabaceae. Es nativo de Australia, de Indonesia, y también de Papúa Nueva Guinea.

## Descripción
Árbol perennifolio que alcanza entre 15-30 m de altura. El tronco, hasta las ramas inferiores puede tener 12 m. El follaje, bastante denso, tiene forma de corona abierta. El tronco es retorcido y la corteza se hiende verticalmente. Las raíces son superficiales y extensas y las hojas miden de 10-16 cm de largo y 1,5-2,5 de ancho. Tienen entre 3-8 nervios paralelos, robustos, coriáceos y curvos. Las flores, de unos 8 cm de largo, aparecen en pares, de color crema amarillento y muy olorosas. Las vainas miden 6,5 X 1,5 cm y son planas, cartilaginosas, amarillentas, con venas transversales y los márgenes ondulados. Nacen estiradas pero según maduran se van retorciendo en espiral irregular. Las semillas se asientan transversalmente en la cápsula, tienen forma muy ovalada, casi elíptica. Miden unos 4-6 x 3-4 mm. Produce unas 47.000 semillas por kg. 
El nombre del género 'Acacia' proviene del griego 'akis' que significa agudo o punzante. El epíteto 'auricula' hacer referencia a la parte externa del oído, mientras que el sufijo 'forma' hace alusión a dicha palabra.

## Productos y usos
Forraje: El fruto de la 'Acacia auriculiformis' en un forraje notable para el ganado. En la India se llegan a recolectar plantaciones jóvenes (de un año) con esta finalidad.
Apicultura: Las flores son generosas productoras de polen y por tanto una gran ayuda para la cría de abejas.
Combustible: Con este fin se puede usar la madera del árbol tanto directamente como procesada y convertida en cisco (carbón vegetal). La alta densidad de la madera tiene un alto poder calorífico (entre 4-500 y 4.900 kcal/kg) y hace la madera muy popular para este uso. El cisco arde bien y su rescoldo es muy duradero, estable y produce poco humo. 
Fibra: Su pasta se utiliza con profusión para elaborar papel. Las plantaciones piloto han mostrado buenas expectativas en este sentido. La pulpa se presta a la producción de papel, no decolora y produce un papel de envolver neutro y de gran calidad. Esto evita añadirle productos químicos.
Con este fin ya se han establecido plantaciones en el estado de Kerala, en la India.
Madera: La albura es amarillenta y el duramen oscila entre el marrón claro y el rojo oscuro. Presenta grano recto y fino, su duración es aceptable. La madera posee una densidad de 500-650 kg/m3. La veta es muy atractiva y permite un acabado esmerado. Es excelente para trabajos de torno, juguetes, bolas para boleras y objetos delicados como figuras de ajedrez. Se puede usar para construir mobiliario, ensamblados artesanos, mangos de herramientas y otros objetos, esto, por supuesto, según las características de la pieza y tamaño del árbol.
Tintes: La corteza contiene suficiente proporción de taninos (13-25%) para hacerla objeto de explotación comercial. Proporciona un tinte que se puede usar en la industria del 'batik'. La corteza, en la India, se recolecta para este destino, como tinte natural y también en Indonesia.
Alimento: Una seta comestible, Tylopylus fellus, es común en las plantaciones de la 'Acacia auriculiformis' en Tailandia.

## Otros usos
Control de la erosión: La raíz superficial y expansiva de la 'A. auriculiformis' forma un entramado denso que hace que la planta sea idónea para contener la erosión en zonas afectadas por este motivo.
Sombra y cobijo: La densa sombra que proporciona el árbol y su follaje verde oscuro que soporta la estación seca lo convierte en un árbol de sombra. Esto es una ventaja a considerar en zonas de playa y cercanas a la costa. Cabe añadir a lo anteriormente expuesto, que las raíces se extienden con rapidez incluso en zonas de poco fértiles y que aguanta tanto la acidez excesiva como los suelos de alto nivel alcalino. Es una gran ventaja para recuperar zonas explotadas y abandonadas como minas a cielo abierto, graveras y canteras. 
Mejora de suelo: Esta planta regenera los contenidos físico-químicos de la tierra y la capacidad de retener la humedad, el carbono orgánico, el nitrógeno y el potasio, incluso de depósitos de basuras ayudando a recuperar el mantillo.
Fijador de nitrógeno: La A. auricularis fija el nitrógeno con una serie de cepas de bacterias tanto de Rhizobium como Bracyrhizobium. También se asocia con los hongos ecto- y endo- de micorrizas.
Ornamental: Debido a su dureza, este árbol es una buena elección para plantar en entornos urbanos. Cuenta con un denso follaje y con atractivas y brillantes flores amarillas. Y por último contribuye a mejorar, el mismo, y otros vegetales con los que se pueden combina sin interferencias. Así se incrementa su crecimiento al plantarlo combinándolo con el 'Kenaf' (Cáñamo de la India), (Hibiscus cannabinus), el arroz de montaña y el cacahuete (en Tailandia). Al contrario, disminuye su crecimiento junto al maíz, en Camerún.